# Ladislaus von Bortkiewicz
Ladislaus von Bortkiewicz (v ruštině Владислав Иосифович Борткевич, 7. srpna 1868 Petrohrad – 15. července 1931 Berlín) byl ruským matematikem, specializujícím se na statistiku, a ekonomem. Původně se však věnoval právu.

## Život
Narodil se do rodiny Josefa Ivanoviče Bortkiewicze a Heleny von Rokick. Rodina pocházela původně z Polska a Ladislausův otec, sám šlechtic a plukovník ruské armády, vyučoval na sanktpetěrburské vojenské škole dělostřelectví a matematiku. Tím ovlivnil i zájmy svého syna, který vystudoval právo na petrohradské univerzitě, kde promoval roku 1890 a pak pokračoval v politické ekonomii a statistice. Následně roku 1893 obdržel doktorát na univerzitě v Göttingenu, kde jej učil Wilhelm Lexis. Pedagogicky působil na univerzitě ve Štrasburku a zpátky v Petrohradě. V letech 1897 až 1901 byl zaměstnán jako úředník v ruské železniční společnosti, avšak během té doby – v letech 1899 až 1900 – přednášel statistiku na Alexandrovském lyceu. Následně přesídlil do Berlína, kde nejprve jako mimořádný profesor statistiky od roku 1901 až do své smrti (1933) přednášel na berlínské univerzitě. Roku 1920 na ní byl jmenován řádným profesorem, a to pro oblast statistiky a politické ekonomie. Mezi jeho studenty patřil například americký ekonom Wassily Leontief, pozdější nositel Nobelovy ceny za ekonomii z roku 1973 za rozvoj metody input-output a její aplikaci na důležité ekonomické problémy.

## Dílo
Ceněným Bortkiewiczovým dílem je analýza transformačního problému v politické ekonomii podle Karla Marxe, kterou Marx popsal ve svém díle Kapitál. Zaměřil se na nedostatky Marxovy argumentace v oblasti transformace hodnot na výrobní ceny. Bortkiewiczovo dílo se v době svého zpracování nesetkalo se zájmem vědecké obce, ale objevil je až Paul Marlol Sweezy a popsal ho ve své práci Teorie vývoje kapitalismu vydané roku 1942.
Dále se Bortkiewicz zabýval otázkami cenových indexů, jenž popisuje vývoj cenové hladiny v čase. Polemizoval rovněž s rakouským ekonomem Eugenem von Böhm-Bawerkem v oblasti vlivu časové preference v rámci teorie úroku.
Zaměřil se i na využití Poissonova rozdělení v oblasti společenské statistiky, při níž Bortkiewicz analyzoval počty mrtvých vojáků pruské armády, jež zapříčinilo kopnutí koně, nebo hledání vztahu mezi dětskými sebevraždami a pracovními úmrtími ve zvolených povoláních.